# Bahnverkehr in Neustadt an der Aisch
Der Bahnverkehr in Neustadt an der Aisch wird über Neustadt (Aisch) Bahnhof und die Station Neustadt (Aisch) Mitte abgewickelt. Zusätzlich bestand bis 1976 der Bahnhof Neustadt (Aisch) Stadt an der inzwischen stillgelegten Bahnstrecke Neustadt (Aisch)–Demantsfürth-Uehlfeld. Beide heute in Betrieb befindlichen Stationen liegen an der Bahnstrecke Fürth–Würzburg, welche eine große Bedeutung im deutschen Schienenverkehr hat. Zudem zweigt in Neustadt (Aisch) Bahnhof die Bahnstrecke Neustadt (Aisch)–Steinach bei Rothenburg ab.

## Geschichte

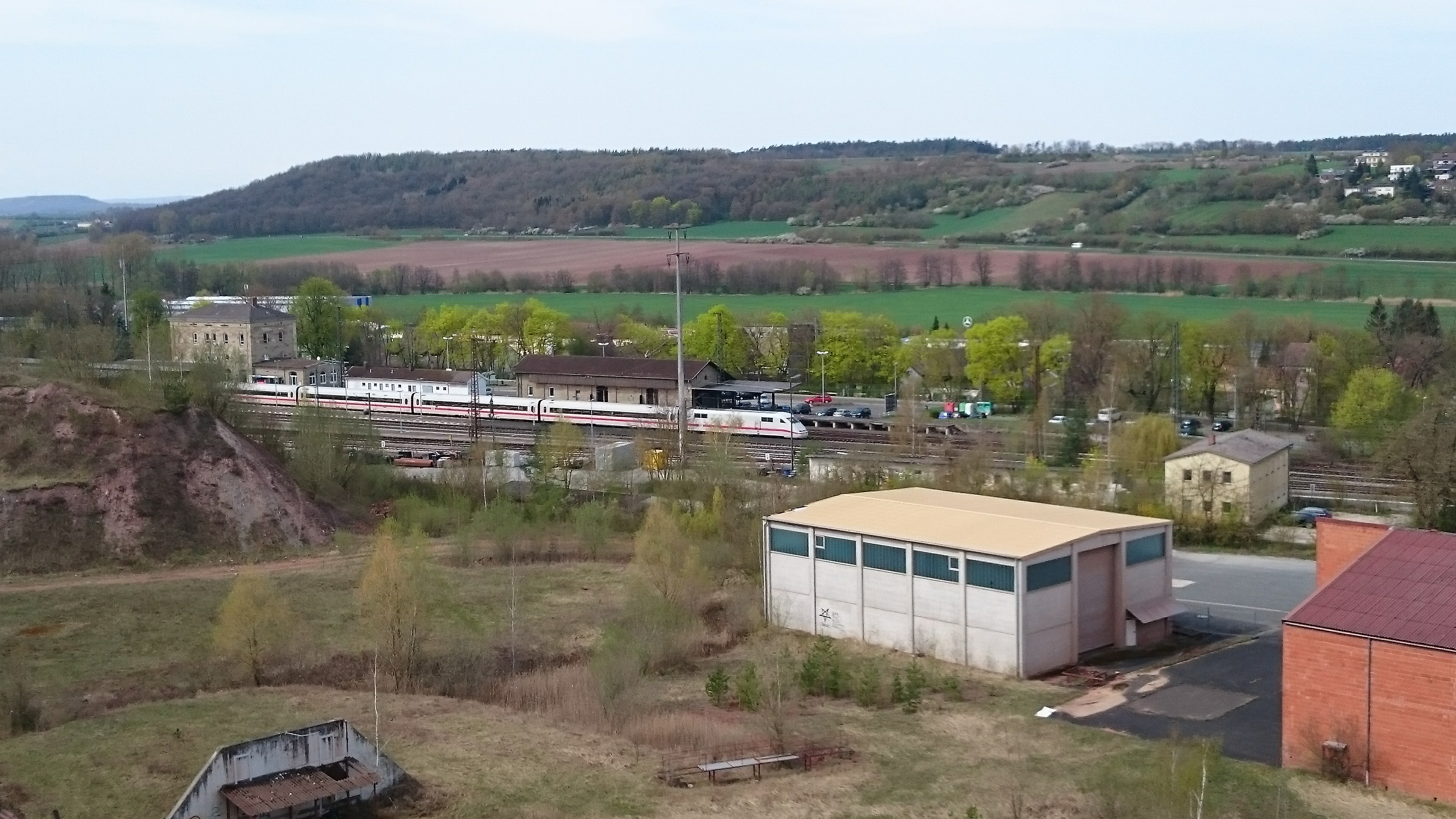
Der Bahnhof Neustadt (Aisch) befindet sich außerhalb der Bebauung der Stadt.

1857 war zunächst geplant, die neue Bahnstrecke Fürth–Würzburg südlich über Bad Windsheim und Ochsenfurt zu führen. Dies führte zu einer Eingabe, unter Führung des Advokaten Haupt, aus den Städten Neustadt an der Aisch und Kitzingen, was für König Ludwig II. letztlich den Ausschlag für die Entscheidung für die Line Kitzingen gab.
1861 begannen die Bauarbeiten für die Strecke Nürnberg–Würzburg über Neustadt, die 1865 abgeschlossen werden konnten. Mit dem gleichzeitig eröffneten Bahnhof Neustadt (Aisch) war die Stadt erstmals an den Schienenverkehr angeschlossen. 1876 wurde von dort eine eingleisige Stichstrecke nach Bad Windsheim eröffnet, welche 1898 nach Steinach bei Rothenburg ob der Tauber verlängert wurde.
1904 wurde die Aischtalbahn nach Demantsfürth-Uehlfeld eröffnet, welche bis 1993 bestand.
Da der Bahnhof Neustadt (Aisch) ungünstig außerhalb der Stadt liegt, wurde eine zentraler gelegene Station geplant. Diese wurde mit dreijähriger Verzögerung am 10. Dezember 2012 als Neustadt (Aisch) Mitte eröffnet.

## Neustadt (Aisch) Bahnhof
Neustadt (Aisch) Bahnhof ist der ältere der beiden Bahnhöfe der Stadt. Auf Grund seiner Knotenfunktion zwischen der wichtigen Bahnstrecke Fürth–Würzburg, in deren ungefährer Mitte er sich befindet, und den hier abzweigenden Strecken, hat er eine gewisse verkehrliche Bedeutung erlangt und ist neben dem Fürther Hauptbahnhof eine der beiden wichtigsten Zwischenstationen zwischen Nürnberg und Würzburg.

### Verkehrsanbindung
Es halten stündlich die Regional-Express-Züge der Linie Nürnberg–Würzburg. Von diesen aus besteht hier Anschluss zu den ebenfalls stündlichen Regionalbahnen nach Nürnberg und nach Steinach bei Rothenburg ob der Tauber; beide Linien haben hier ihren Ausgangs- bzw. Endpunkt.
Die RE-Züge Nürnberg–Würzburg nach Nürnberg fahren sowie die RB-Züge nach Nürnberg fuhren unter dem Namen Mainfrankenbahn mit Zügen der Baureihe 440, die Züge nach Steinach bei Rothenburg ob der Tauber fahren unter dem Namen Mittelfrankenbahn mit Zügen der Baureihe 648.
Die Intercity- und ICE-Züge der Linien Wien–Frankfurt und München–Hamburg durchfahren Neustadt ohne Halt. Am westlichen Bahnsteigende beginnt der für 200 km/h ertüchtigte Streckenabschnitt bis Iphofen. Im Bahnhof selbst sind wegen der engen Kurven an beiden Enden nur 100 km/h möglich. Güterzüge können auf den Gleisen 1 und 4 bzw. 6 die Überholung durch schnellere Züge abwarten.
Bis 2014 wurde Neustadt (Aisch) auch im Fernverkehr bedient. So hielten beispielsweise bis 1990 Schnellzüge der Relation Würzburg–Linz, bis 1992 solche der Relation Frankfurt–Prag. Zuletzt hielt nurmehr der IC „Rottaler Land“ von Hamburg nach Passau in Neustadt. Mit Einstellung dieses Zuges im Dezember 2014 verlor Neustadt an der Aisch auch seine letzte Fernverkehrsverbindung, so dass nun ausschließlich Züge des Nahverkehrs hier halten.
| Linie                                | Linienverlauf                                                                                            | Angebot         |
| ------------------------------------ | --- | --------------- |
| RE 10                                | Mainfrankenbahn: Würzburg – Rottendorf – Kitzingen – Neustadt (Aisch) – Siegelsdorf – Fürth – Nürnberg   | 60-Minuten-Takt |
| S6                                   | S-Bahn-Nürnberg: Neustadt (Aisch) – Neustadt (Aisch) Mitte – Emskirchen – Siegelsdorf – Fürth – Nürnberg | 60-Minuten-Takt |
| RB 81                                | Mittelfrankenbahn: Neustadt (Aisch) – Dottenheim – Bad Windsheim – Burgbernheim – Steinach (b Rothenb)   | 60-Minuten-Takt |
| Stand: Fahrplanwechsel Dezember 2023 | |                 |

### Bahnanlagen

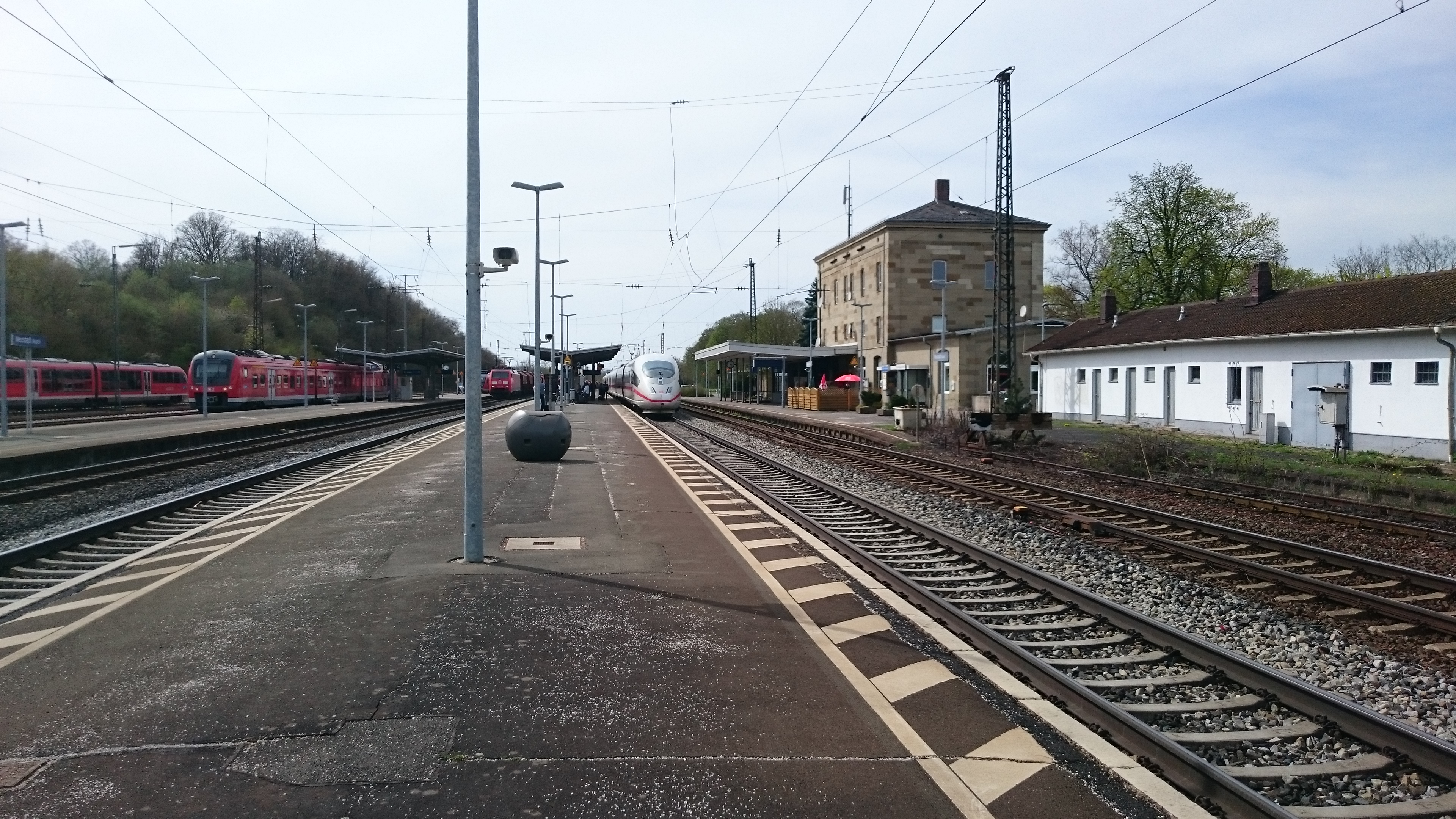
Blick auf die Bahnsteige vom östlichen Ende des Gleis 2/3

Der Bahnhof besitzt sechs Bahnsteiggleise an drei Bahnsteigen. Gleis 1 ist am Hausbahnsteig, wird jedoch außer von einzelnen RB-Leistungen aus und nach Nürnberg nur noch für Überholungen genutzt. Am Mittelbahnsteig der Gleise 2 und 3 liegen die durchgehenden Hauptgleise der Strecke Nürnberg–Würzburg. Aufgrund der engen östlichen Einfahrtskurve in den Bahnhof passieren nicht nur Güterzüge, sondern auch die zahlreichen ICE-Züge hier nur mit etwa 100 km/h den Bahnhof. Am zweiten Mittelbahnsteig liegen die Durchgangsgleise 4 und 6 sowie auf der Westseite das Kopfgleis 5. Die Mittelbahnsteige sind nicht barrierefrei erreichbar.
Im Süden der Bahnsteiggleise befinden sich vier weitere Gleise, davon drei Kopfgleise, ohne Bahnsteig. Ihre Bedeutung im Güterverkehr haben diese inzwischen verloren, sie werden lediglich noch für betriebliche Zwecke wie etwa das Abstellen von Regionalbahnen verwendet.
| Gleis | Nutzbare Bahnsteiglänge | Bahnsteighöhe | Aktuelle Nutzung |
| ----- | ----------------------- | ------------- | --- |
| 1     | 173 m                   | 34 cm         | Einzelne Regionalbahnen in Richtung Nürnberg, Regional-Express-Züge nach Würzburg (nur bei außerplanmäßigen Überholungen) |
| 2     | 215 m                   | 38 cm         | Regional-Express-Züge nach Würzburg                                                                                       |
| 3     | 215 m                   | 38 cm         | Regional-Express-Züge nach Nürnberg und S-Bahn-Verkehr aus Markt Bibart nach Nürnberg                                     |
| 4     | 369 m                   | 38 cm         | |
| 5     | 150 m                   | 38 cm         | Regionalbahnen von/nach Steinach bei Rothenburg ob der Tauber                                                             |
| 6     | 205 m                   | 38 cm         | S-Bahn-Verkehr von/nach Nürnberg                                                                                          |

Ein Elektronisches Stellwerk, das im Oktober 2019 in Betrieb genommen werden sollte, soll nunmehr am 27./28. Juni 2020 in Betrieb gehen.
Ein im August 2021 veröffentlichter Entwurf für die Infrastrukturliste zum 3. Gutachterentwurfs des Deutschlandtakts enthält ein „mittiges Wendegleis Neustadt (Aisch) für den Personenverkehr mittels Gleisverschwenkung“. Dafür sind, zum Preisstand von 2015, Kosten von 26 Millionen Euro geplant.

## Neustadt (Aisch) Mitte
Mit der Haltestelle Neustadt (Aisch) Mitte besteht seit 2012 ein zweiter Haltepunkt im Stadtgebiet. Dieser ist deutlich zentraler in der Stadt gelegen als der „Hauptbahnhof“ und ist im Gegensatz zu diesem auch barrierefrei ausgebaut. Er hat auch im Schülerverkehr große Bedeutung, da er gegenüber des Schulzentrums liegt.
An diesem Haltepunkt halten nur die stündlichen Züge der S6 Nürnberg–Markt Bibart; alle anderen Züge fahren ohne Halt durch.
Die Station verfügt über zwei Seitenbahnsteige. Beide Bahnsteige sind 170 Meter lang und 76 cm hoch.
| Linie                                | Linienverlauf                                                                                            | Angebot         |
| ------------------------------------ | --- | --------------- |
| S6                                   | S-Bahn-Nürnberg: Neustadt (Aisch) – Neustadt (Aisch) Mitte – Emskirchen – Siegelsdorf – Fürth – Nürnberg | 60-Minuten-Takt |
| Stand: Fahrplanwechsel Dezember 2023 | |                 |

## Anbindung an die S-Bahn Nürnberg
Eine Einbindung der RB Neustadt–Nürnberg in das Netz der Nürnberger S-Bahn wurde lange Zeit diskutiert. Aufgrund der Überlastung der Bahnstrecke Fürth–Würzburg ist allerdings eine Taktverdichtung dieser Linie ohne einen dreigleisigen Ausbau oder einer neuen Trasse für den Fernverkehr derzeit nicht möglich und daher aus finanziellen Gründen zurückgestellt. Seit dem 12. Dezember 2021 verkehrt die neue Linie S6 der S-Bahn Nürnberg anstelle des Regionalbahnverkehrs. Die Linie verkehrt zwischen etwa 5 und 22 Uhr zwischen Nürnberg und Neustadt (Aisch) im Stundentakt, zwei Züge am Morgen Richtung Nürnberg beginnen bereits in Markt Bibart. Montags bis freitags fährt in der morgendlichen Hauptverkehrszeit ein zusätzlicher Zug Richtung Nürnberg, nach 1 Uhr fährt täglich ein Zug nach Neustadt (Aisch).
| Linie | Verlauf | Takt                                                    | Fahrzeugmaterial |
| ----- | --- | ------------------------------------------------------- | ---------------- |
| S6    | Nürnberg Hbf – Fürth Hbf – Fürth-Unterfürberg – Fürth-Burgfarrnbach – Siegelsdorf – Puschendorf – Hagenbüchach – Emskirchen – Neustadt (Aisch) Mitte – Neustadt (Aisch) (← Markt Bibart) Stand: Fahrplanwechsel Dezember 2023 | 60 min zwei Züge im Frühverkehr (Markt Bibart→Neustadt) | BR 425           |